# Mineral de Angangueo
Mineral de Angangueo är en ort i Mexiko.   Den ligger i kommunen Angangueo och delstaten Michoacán de Ocampo, i den södra delen av landet, 120 km väster om huvudstaden Mexico City. Mineral de Angangueo ligger 2 603 meter över havet och antalet invånare är 4 943.
Terrängen runt Mineral de Angangueo är lite bergig. Runt Mineral de Angangueo är det ganska tätbefolkat, med 222 invånare per kvadratkilometer. Närmaste större samhälle är Tuxpan, 19,5 km väster om Mineral de Angangueo. I omgivningarna runt Mineral de Angangueo växer i huvudsak blandskog.